# Congopyrgota laticeps
Congopyrgota laticeps är en tvåvingeart som först beskrevs av Friedrich Georg Hendel 1908.  Congopyrgota laticeps ingår i släktet Congopyrgota och familjen Pyrgotidae. Inga underarter finns listade i Catalogue of Life.